# St. Cornelius und Cyprian (Mittelbiberach)

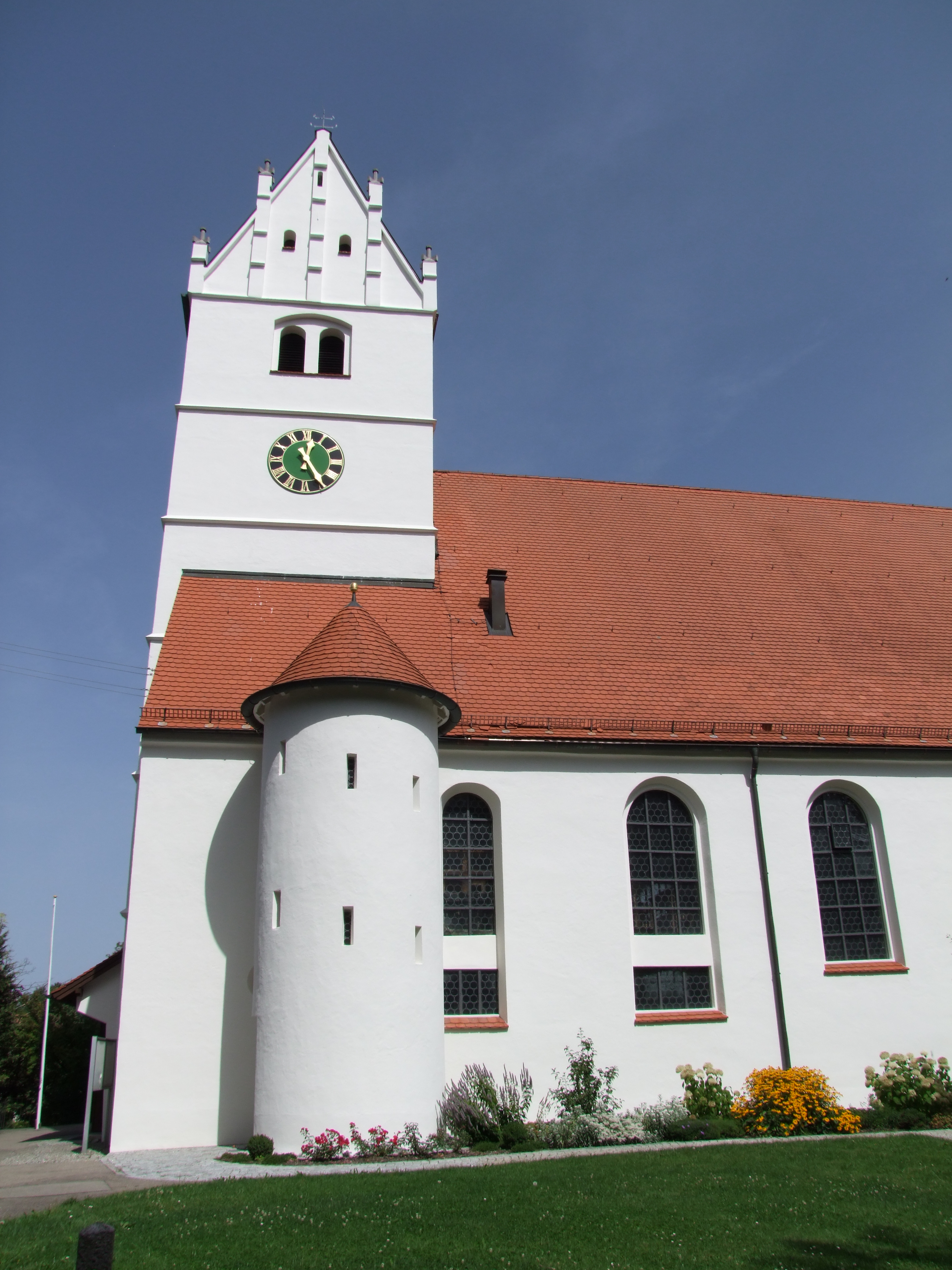
St. Cornelius und Cyprian in Mittelbiberach

St. Cornelius und Cyprian ist eine römisch-katholische Pfarrkirche in Mittelbiberach in Oberschwaben. Die etwa in der Mitte der Gemeinde leicht erhöht stehende Kirche wurde von 1592 bis 1610 erbaut und besitzt eine meist neobarocke Ausstattung. Die geostete Kirche feiert ihr Patrozinium am 16. September und gehört dem Dekanat Biberach in der Diözese Rottenburg-Stuttgart an.

## Geschichte

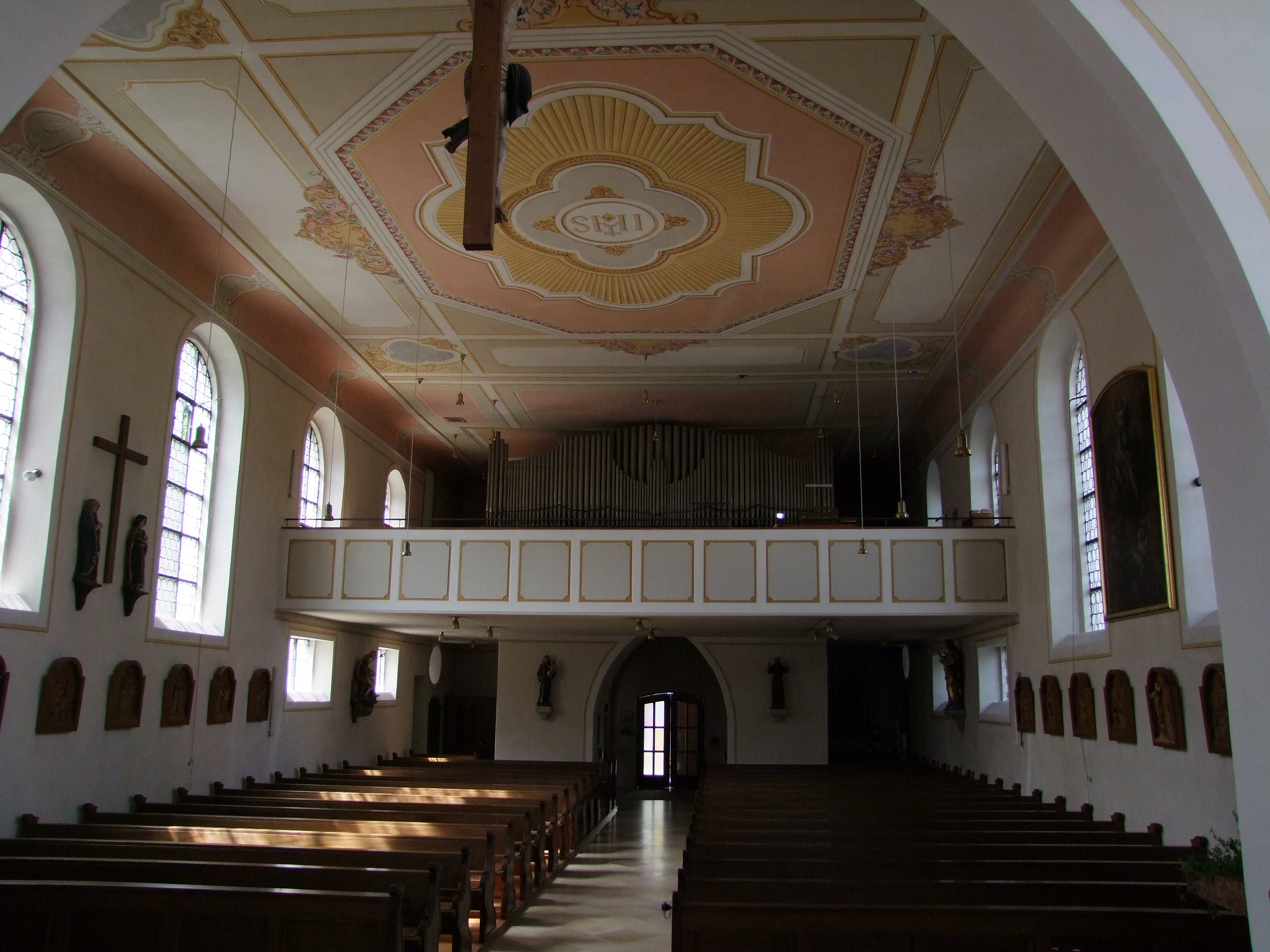
Das Langhaus

Der erste Kirchenbau in Mittelbiberach dürfte bereits um das Jahr 1000 bestanden haben. Die erste urkundliche Erwähnung fand dieser vermutlich romanische Bau im Jahre 1275. Zwei Glocken können für die Zeit um 1300 nachgewiesen werden, es ist daher sicher, dass bereits dieser Kirchenbau einen Turm besaß. Die bis dahin selbständige Gemeinde wurde im Jahre 1351 in das Spital Biberach inkorporiert. Vermutlich von Hans Schad wurde 1517 ein teilweiser Neubau mit einer Verlängerung nach Westen hin realisiert. Ein neuer Hochaltar wurde 1658 geweiht, dieser erhielt 1697 ein neues Bild mit Maria als Rosenkranzkönigin. Gleichzeitig wurde eine Rosenkranzbruderschaft gegründet. Die heutige Kirche stammt aus den Jahren 1592 bis 1610, wobei auch der Kirchturm um 1600 neu erbaut wurde. Die Orgelempore wurde 1608 eingebaut und zur selben Zeit fand die Barockisierung der Kirche statt. Im Ersten Koalitionskrieg wurde 1796 der Kirchenschatz von den Franzosen geplündert. Von 1844 bis 1858 wurde der Kirchenbesitz vom Biberacher Spital an die politische Gemeinde abgegeben und mit Dienstleistungen abgegolten. Eine neugotische Umgestaltung fand 1886 unter Pfarrer Rupf statt. Nur wenige Jahre später wurde unter Pfarrer Hirner im Jahre 1908 eine Ausmalung im barocken Stil vorgenommen, des Weiteren wurden kleinere bauliche Veränderungen, welche unter anderem die Versetzung des Hochaltars und den Einbau von Kinderbänken zur Folge hatten, vorgenommen. Ein neuer Hochaltar wurde durch Bischof Keppler im selben Jahr geweiht. Eine neue Orgel wurde 1942 auf die Orgelempore eingebaut. In den Jahren 1955 bis 1956 fand eine Renovierung durch den Architekten Schmid aus Biberach statt. Dabei wurden die neugotischen Elemente entfernt. Die 1886 eingebauten Altäre wurden dabei durch neue aus italienischem Marmor ersetzt; der Hochaltar wurde neu gestaltet und eine Kanzel am linken Chorbogen angebracht. Eine neue Kommunionbank und neue helle Fenster wurden dabei eingebaut, der Aufgang zur Orgelempore wurde in einem neu geschaffenen außen stehenden Rundturm verbaut. Die Säulen unter der Orgelempore wurden entfernt. Bereits 1973 bis 1974 fand eine weitere Neugestaltung des Altarraums mit einem Volksaltar und einem Ambo von Josef Henger aus Ravensburg statt. Die Kanzel, die Kommunionbank und die Kinderbänke wurden dabei wieder entfernt. Eine Innenrenovierung durch den Architekten Eugen Mayer aus Biberach wurde 1979 bis 1980 durchgeführt. Dabei malte Reinhold Dassler ein Deckenbild im Chor, ein neues Gemeindegestühl wurde angeschafft und die Kirche archäologisch untersucht, dabei wurden die Bauphasen bestätigt. Eine Außenrenovierung durch den Architekten Helmut Scheytt fand 1987 statt. Für die aus Mittelbiberach stammende und seliggesprochene Ulrika Nisch wurde 1997 eine Gedenkstätte eingerichtet und durch Weihbischof Rieger geweiht. Eine umfassende Innenrenovierung fand mit dem Architekten Helmut Scheytt 2001 statt, wobei auch der Hochaltar neugestaltet wurde. Im Frühjahr organisierte der Jugendpfarrer einen Gottesdienst mit Thomas D.

## Baubeschreibung
Die Kirche besteht aus Langhaus, Chor und Turm. Der Turm bestimmt die Westfassade und tritt ein wenig aus dieser hervor. Der mächtige Turm besitzt fünf Geschosse, welche durch Gesimse außen gegliedert werden. In Blendnischen befinden sich halbrunde Schallöffnungen, zusätzlich sind im Giebel auf der Süd- und Nordseite Schlitzöffnungen zu sehen. Zusätzlich besitzt der mit einem Satteldach und Biberschwänzen gedeckte Turm Lisenen und Giebelfilialen. Der dreiseitig schließende Chor befindet sich östlich des Langhauses und enthält im Süden die Sakristei und das Oratorium mit einer Herrschaftsloge. Sämtliche Fenster der Kirche sind rundbogig und besitzen Volutengiebel. Der Eingang befindet sich auf der Westseite des Turmuntergeschosses. Außen ist ein kleines Vordach vorgemauert. Das Turmuntergeschoss öffnet sich in der Kirche zu allen drei Seiten mit spitzbogigen Öffnungen. Im Norden befindet sich die Ulrika-Nisch-Gedächtniskapelle. Die Orgelempore um das erste Turmobergeschoss reicht bis über die zweite Fensterachse hinaus in das Langhaus.

## Ausstattung
Das Taufbecken besteht aus Trientiner Rot. Die Abdeckung aus Kupfer von Hermann Stadelmaier trägt Dreifaltigkeitssymbole und eine Krone. Daneben steht die Osterkerze auf einem modernen goldenen Kerzenständer mit Glassteinen in abstrakter Form, ebenfalls von Hermann Stadelmaier geschaffen. Das schlichte Ewige Licht ist an der Chorwand hinter dem Taufstein angebracht. Der Ambo, die Altarkerzenleuchter und drei Stühle aus Bronze stammen ebenfalls von Josef Henger.

### Altäre

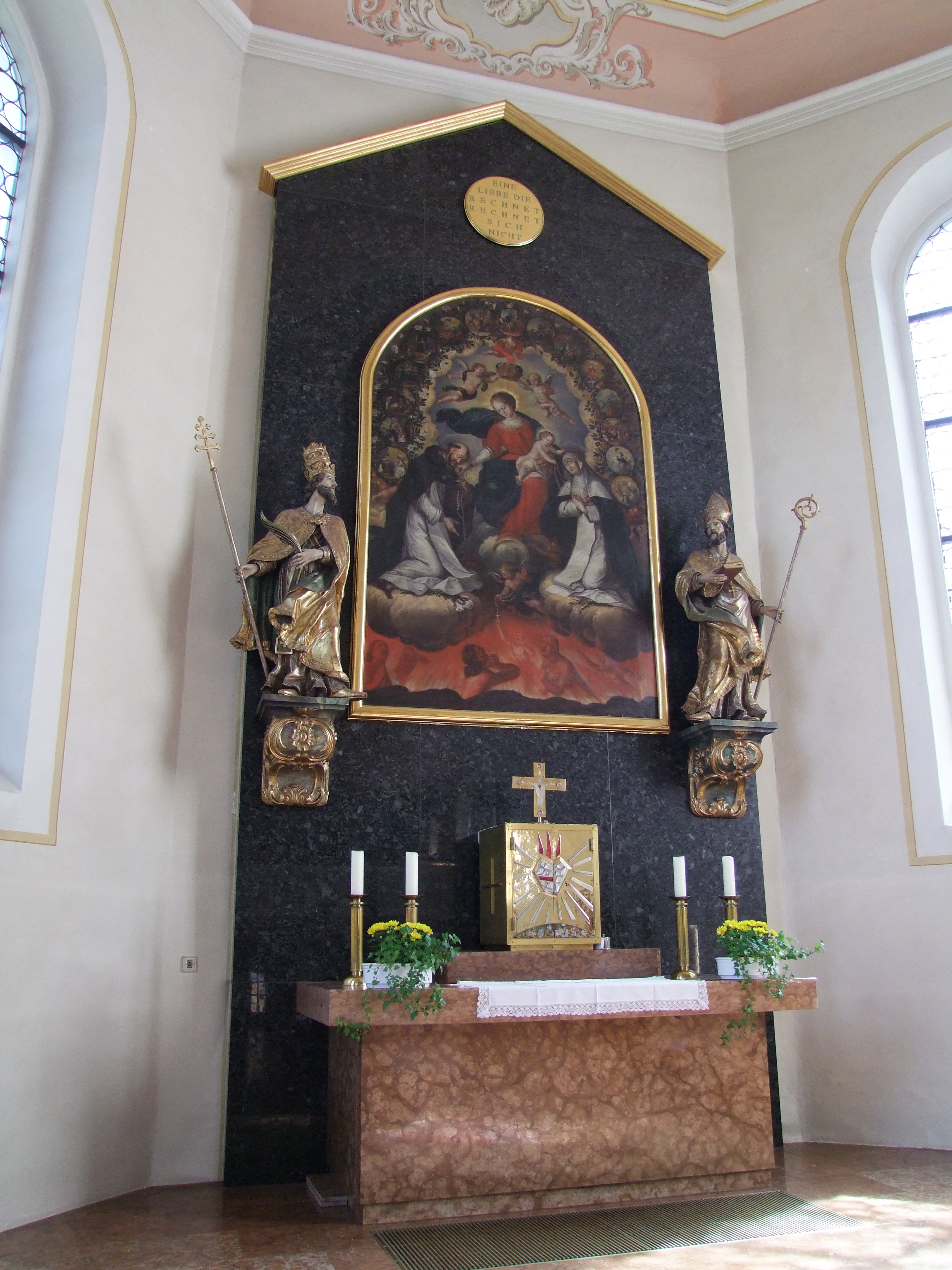
Der Hochaltar

Der Hochaltar wurde 1956 neu errichtet. Die Rückwand des Hochaltars besteht aus einer schlichten schwarzen Granitplatte mit einem goldenen Dach. Im Giebel trägt eine runde goldene Tafel die Inschrift EINE LIEBE DIE RECHNET RECHNET SICH NICHT. Ein Rosenkranzbild aus dem Jahre 1697 ist golden gerahmt und zeigt zentral Maria mit dem Jesuskind, die den neben ihnen knienden Dominikus und Katharina von Siena Rosenkränze reichen. Unter ihnen ist das Fegefeuer zu sehen. Über den Personen sind kranzförmig 15 Medaillons mit den Gesetzen des freudenreichen, schmerzhaften und glorreichen Rosenkranzes angeordnet. Das Bild wurde 1697 von der Ortsherrschaft, den Herren von Ulm, zur Einführung der Rosenkranzbruderschaft gestiftet. Bei der Renovierung 1956 war es an die Südseite des Langhauses gehängt worden und kam 2001 an seinen ursprünglichen Platz zurück.
Flankiert wird das Hochaltarbild von zwei Statuen der Kirchenpatrone Cornelius und Cyprian. Die bereits in der Barockzeit zur Ausstattung gehörenden Figuren waren einst verkauft worden und konnten 1956 aus Privatbesitz zurückerworben werden. Ein goldener, von Goldschmied Hermann Stadelmaier aus Schwäbisch Gmünd gefertigter Tabernakel unter dem Bild hat die Form eines kleinen, viereckigen Schränkchens. Es trägt ein modernes Kruzifix, dessen Seiten mit schlichten Kreuzen verziert sind. Die Vorderseite zeigt ein aus Glassteinen gefertigtes abstraktes Herz Jesu mit einem Strahlenkranz über einem kleinen Hügel. Der Altartisch besteht aus Trientiner Rot. Der Volksaltar in Kreuzform des Ravensburger Bildhauers Josef Henger besteht aus dem gleichen Material. Er enthält Reliquien der heiligen Maria Goretti, von Papst Pius X., Gerhard Majella und der seligen Anna Maria Taigi. Am 14. Oktober 1973 wurde der Altar von Abt Johannes Kraus aus dem Kloster Neresheim geweiht.
Der südliche Seitenaltar wurde 1956 dem heiligen Josef und Papst Pius X. geweiht. Eine Josefstatue fertigte Caspar Wilhelm Hegenauer um 1750. Das Jesuskind auf dem linken Arm dürfte jedoch später hinzugefügt worden sein, da weder Größe noch Proportion passen.
Der nördliche Seitenaltar wurde 1956 dem unbefleckten Herzen Mariens und der heiligen Maria Goretti geweiht. Er besitzt eine Statue der Strahlenmadonna aus der Feldkapelle Maria vom Troste. Bei deren Abbruch 1810 wurde die Statue in die Pfarrkirche umgesetzt. Die Maria-Königin-Darstellung zeigt Maria ohne Zepter; sie umfasst das Jesuskind mit beiden Armen. Auf die schwäbische Herkunft der Statue weisen die Gewandung und die langen, herabfallenden Haare hin, die selbst auf der Rückseite noch gut ausgearbeitet sind. Bei der ländlichen Darstellung wurde der Strahlenkranz nachträglich angebracht, die Fassung im Laufe der Zeit mehrmals verändert. Durch Vergleiche kann die Statue als im Unteren Illertal oder südlich davon entstanden sein und in die Zeit um 1550 bis 1570 datiert werden. Die schlichten Tische der Seitenaltäre sind aus Trientiner Rot gefertigt.

### Bilder
An der Chordecke befindet sich eine moderne Darstellung der Schutzmantelmadonna von Reinhold Dassler aus Rechtenstein aus dem Jahre 1980. Sämtliche dargestellte Personen sind Verwandte und Bekannte von ihm. Maria in der Gestalt seiner Tochter breitet schützend ihre Hände aus. Auf der linken Seite sind seine Frau, Kinder aus seiner Nachbarschaft und der damalige Pfarrer von Mittelbiberach, Franz Temminhoff, zu sehen. Rechts ist eine Wirtsfamilie aus der Umgebung von Oberstadion dargestellt. Rechts im Hintergrund steht ein Schüler des Malers an einem astronomischen Gerät als Sinnbild der Wissenschaft. Als Symbol für die Natur dient ein Vogelnest auf der linken Seite im Hintergrund. Das Schloss Mittelbiberach bildet die Hintergrundszenerie. Das frühere Chordeckenfresko war bei der Renovierung 1980 so stark beschädigt, dass eine Restaurierung nicht mehr möglich war. Lediglich die vier äußeren Bilder mit den vier Evangelisten konnten gerettet werden.

#### Holzbildnisse

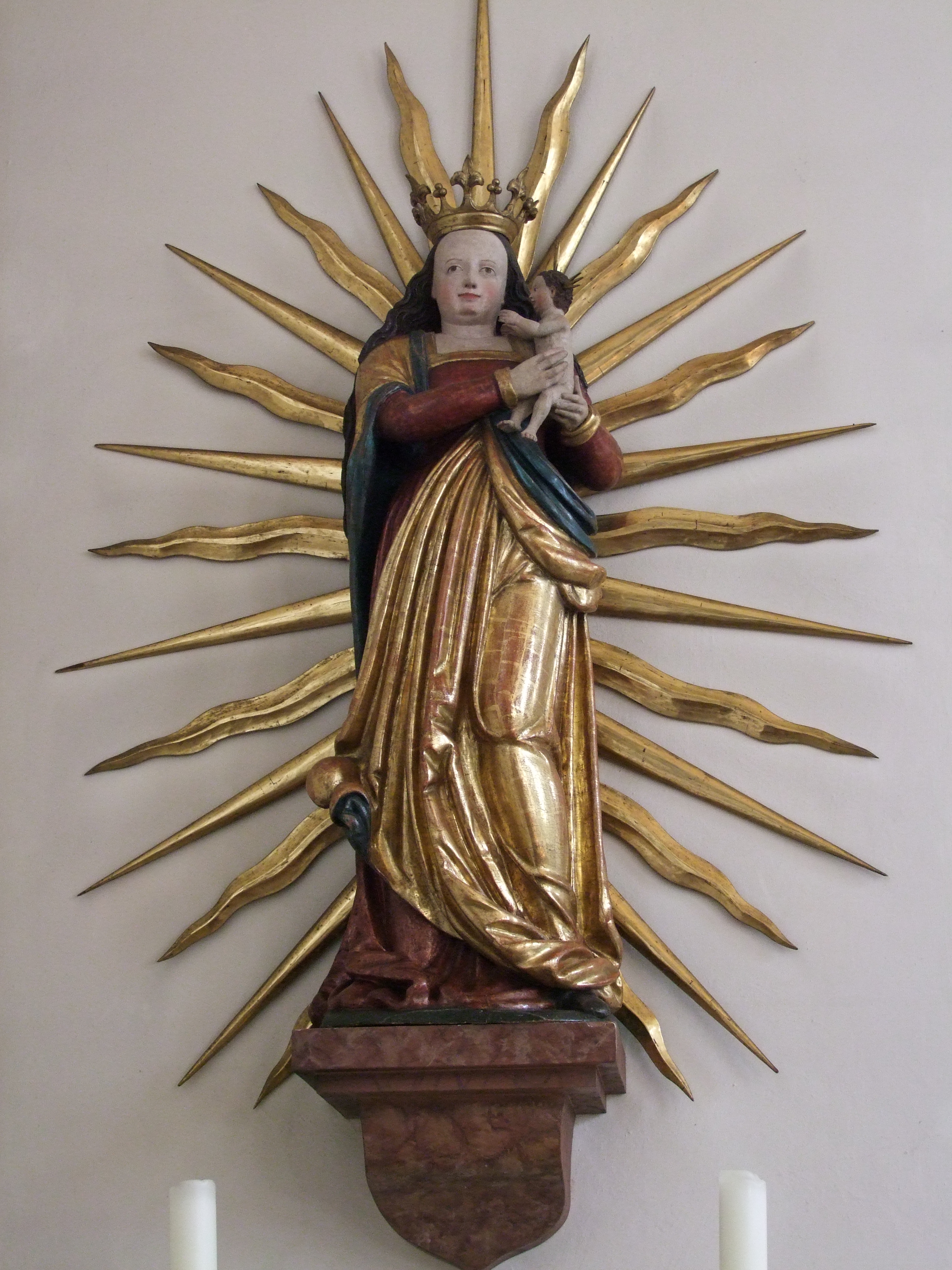
Die spätgotische Madonna vom Marienaltar

##### Gruppe der Trauernden aus Mittelbiberach
Eine nicht originalgetreue Nachbildung der Trauernden aus Mittelbiberach steht im Chorraum. Sie wurde von Herbert Prinoth im Jahr 2001 geschaffen. Das Original befindet sich im Bode-Museum in Berlin. Maria in der Mitte wird von zwei Frauen gestützt, da sie nahe einer Ohnmacht ist. Das Original, um 1430 aus einer Meisterwerkstatt der Ulmer Schule stammend, stand bis 1912 an der Buchauer Straße in Mittelbiberach und war von der Witterung sehr stark in Mitleidenschaft gezogen. Ein Händler kaufte es und veräußerte es an das Kaiser-Friedrich-Museum, das heutige Bode-Museum, weiter. Diese Art der Darstellung wurde im 16. Jahrhundert aus den Kirchen verbannt, da ein neuartiges Bild der Muttergottes vermittelt werden sollte.

#### Weitere Ausstattung
Ein um 1520 geschaffenes, vermutlich aus der Ulmer Werkstatt von Nikolaus Weckmann stammendes spätgotisches Kruzifix hängt am Chorbogen. An der nördlichen Langhausseite ist auf einer Konsole eine Herz-Jesu-Statue aus dem 19. Jahrhundert zu sehen. Aus der Zeit um 1750 wurde eine Pietà von Hegenauer geschaffen. Sie wird dem Barock-, beziehungsweise dem Rokokostil zugeschrieben. Maria hat ein Schwert in der Brust, der tote Heiland liegt mit gequältem Gesichtsausdruck auf ihren Knien. An der Südseite sind zwischen den Fenstern eine Kreuzigungsgruppe mit einem leeren, aus den alten Eichenbrettern des Pfarrhofs gefertigten Kreuz sowie Maria und Johannes zu sehen. Die beiden Figuren stammen vermutlich aus der Zeit um 1500 und werden Michael Zeynsler zugeschrieben. Die im Ort lebende Familie Dobler ersteigerte sie 1900 vom damaligen Besitzer des Klosters Heggbach und übergab sie der Kirche mit der Auflage, sie zurückzugeben, sollten sie keinen Platz in der Kirche finden. Zwei Statuen des heiligen Franziskus und des heiligen Antonius von Padua aus dem 20. Jahrhundert befinden sich auf Konsolen am großen Eingangsportal.

### Epitaphe

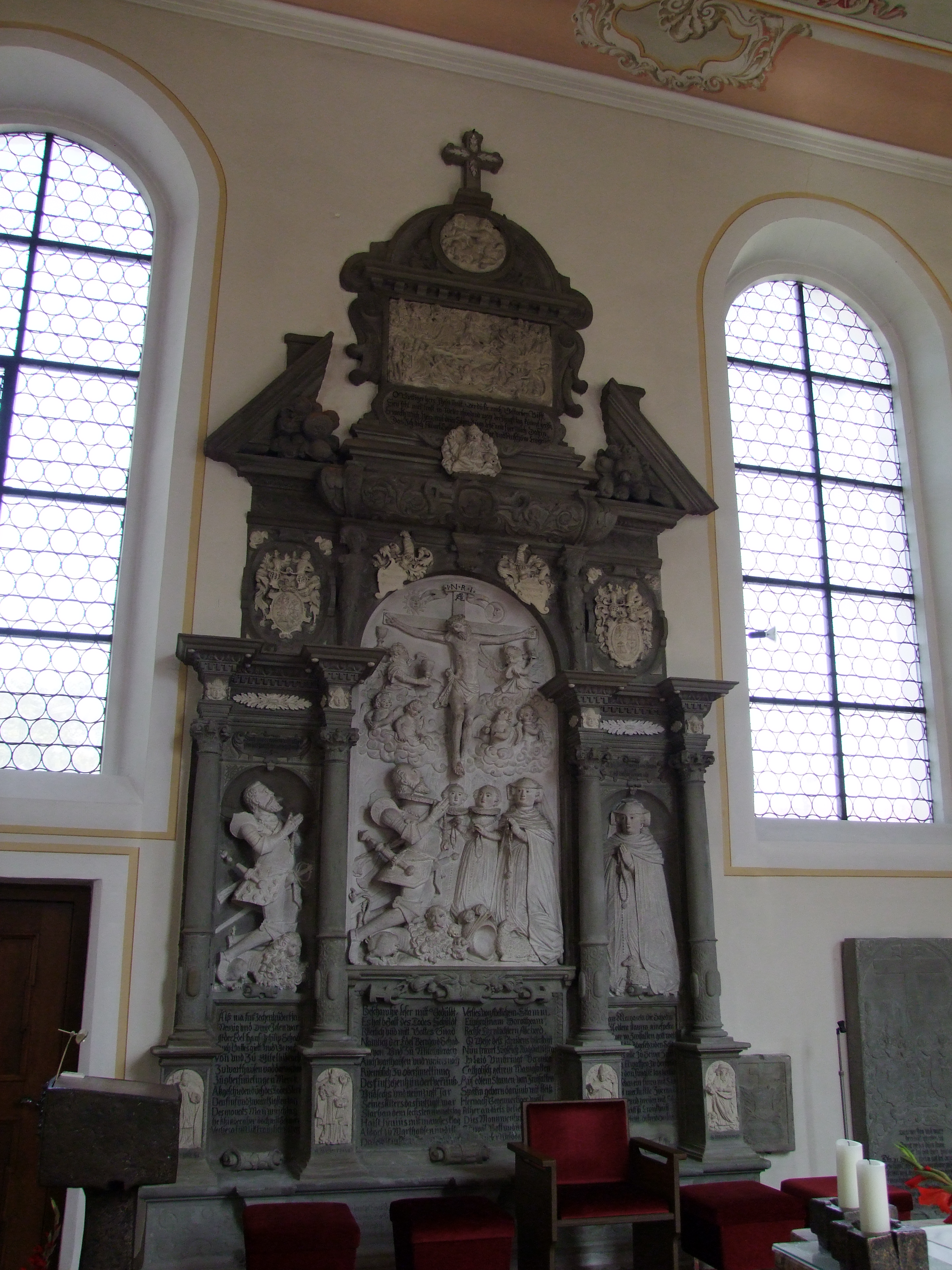
Das Epitaph der Familie Schad

In der Kirche befinden sich mehrere Epitaphe. Das größte, für die Familie Schad, befindet sich an der Nordseite des Chores und nimmt den Raum zwischen den Fenstern ein. Das steinerne Epitaph im Stil der späten Renaissance ist gut ausgearbeitet und hat eine enorme Größe. Geschaffen wurde es von Esaias Gruber von Lindau, dessen Signatur GAE sich am Kreuz des zentralen Reliefs befindet. Das Relief zeigt Bernhard Schad in voller Rüstung, seine Gemahlin Veronika und die Töchter Euphrosine II. und Doothea in zeitgenössischer Kleidung. Die Frauen tragen Rosenkränze; alle haben die Hände zum Gebet gefaltet. Unter der Personengruppe befinden sich ein liegender Löwe, ein Rüstungshelm und ein Lamm. Über ihnen ist eine Kreuzigungsszene auf von Putten besetzten Wolken zu sehen. Ein Engel fängt das Blut Christi mit einem Kelch auf. Ein weiterer Kelch steht links auf einer Konsole, um das Blut aus seiner Handwunde aufzufangen. Flankiert wird das obere Kreuzstück von Sonne und Mond. Am oberen Rand befinden sich zwei Wappen.
Zwei Statuen stehen zu beiden Seiten des Zentralreliefs in von Säulen flankierten Nischen. Die linke stellt den 1598 verstorbenen Hans Philipp Schad dar, einen Bruder Bernhard Schads, die rechte seine Frau Margaretha. Philipp kniet in voller Rüstung auf einem Löwen und ist mit einem Schwert gegürtet. Seine Frau kniet auf einem Lamm und hält einen Rosenkranz in ihren zum Gebet gefalteten Händen. Darunter sind Inschriftentafeln angebracht. Die unteren Säulensockel tragen Reliefs der vier Kirchenväter. Über den beiden Statuen befinden sich ovale Wappenreliefs. Über dem Mittelrelief beginnt der Auszug mit einem Relief von Gottvater. Ein rechteckiges Relief darüber zeigt unten eine Apokalypse mit auferstehenden Toten und oben Jesus mit mehreren Heiligen. Dazwischen befindet sich eine Inschriftentafel, darüber ein kreisrundes Relief mit zwei Putten. Den krönenden Abschluss bildet ein Kreuz. In den Jahren 2001 und 2003 wurde das Epitaph in Abstimmung mit dem Landesamt für Denkmalpflege in Baden-Württemberg restauriert.
Ein weiterer Gedenkstein erinnert an den um 1717 verstorbenen Johann Albert Anton Schad und seine Frau Katharina Johanna, Gräfin von Törring, die 1669 verstarb. Im Osten der Nordseite des Chores befindet sich ein Gedenkstein für die seit 1296 in Mittelbiberach tätigen Pfarrer. In den Turmpfeilern sind Epitaphe für die Pfarrer Hildebrand und Brack, die 1757 beziehungsweise 1778 verstarben, angebracht. Das farbige Epitaph des Pfarrers Brack wurde vermutlich in der Vergangenheit mehrfach übermalt, so dass die ursprüngliche Bemalung nicht erhalten ist. Die Inschrift in rot hervorgehobenen großen Buchstaben bildet ein Chronogramm des Todesjahrs. In der Mitte ist das Wappen des Verstorbenen zu sehen, Symbole deuten auf den Tod und die Vergänglichkeit hin. Im hinteren Teil der Kirche befindet sich das Epitaph der Ursula von Au, verstorben um 1582, mit Stundenglas und Totenschädel. Die Inschrift lautet O Mensch, sieh an mich und nit dich, Dann das du bist, das war auch ich, Jung, edel, starck, Reich, wol gestalt Mit Ehrn in Lüsten Manigfalt, Jetzund bin ich wie due siehst mich, Thuo auft Ich kom und holle dich.

### Glocken
Sämtliche Glocken wurden während des Zweiten Weltkriegs zum Glockenfriedhof nach Hamburg abtransportiert, kamen nach dem Krieg jedoch wieder zurück. Die größte Glocke hat einen Durchmesser von 119 und eine Höhe von 96 Zentimetern. Sie wurde im Jahre 1599 von Sebastian Volmar in Biberach gegossen und ist reich dekoriert, unter anderem mit einer Kreuzigungsgruppe und mehreren Inschriften. Die zweitgrößte Glocke mit einem Durchmesser von 92 und einer Höhe von 70 Zentimetern stammt von dem Kemptener Glockengießer Hans Schnitzer und wurde 1615 geweiht. Neben Kreuz, Mondsichelmadonna und Verzierungen trägt sie auch die älteste Erwähnung der Kirchenpatrone. Die beiden kleineren Glocken stammen etwa aus dem 13. Jahrhundert und sind damit die ältesten Ausstattungsgegenstände. Eine von ihnen hat einen Durchmesser von 61 und eine Höhe von 45 Zentimetern, die andere misst 62 Zentimeter im Durchmesser bei einer Höhe von 50 Zentimetern. Zwei weitere Glocken wurden 1970 angeschafft, von denen eine auf Wunsch des Stifters um 16 Uhr das Vesperläuten übernimmt. Eine der alten Glocken wurde daraufhin in der Friedhofskapelle aufgehängt.
Am 1. Oktober 2010 wurde die „Schwester-Ulrika-Glocke“ von der Glockengießerei Bachert in ihrem damaligen Firmensitz Karlsruhe gegossen, am 24. Oktober 2010 von Dekan Sigmund Schänzle eingeweiht und am 2. November 2010 in den Glockenturm verbracht. Sie trägt vorn die Aufschrift Selige Schwester Ulrika – Kein Maß kennt die Liebe sowie ein Abbild von Ulrika Nisch. Auf der Rückseite befinden sich die Namen der bedeutendsten Spender für diese Glocke, das Siegel der Firma Bachert sowie die Inschrift Kath. Kirchengemeinde Mittelbiberach St. Cornelius und Cyprian 2010. Die neue Glocke hat einen Durchmesser von 100 Zentimetern und ist auf den Ton gis’ gestimmt. Mit der gleichzeitigen Tonkorrektur der 68-Zentimeter-Glocke von 1970 in cis" konnte mit der Tonfolge e′ – fis’ - gis’ - h’ - cis″ – a″ ein „Salve-Regina-Geläut“ realisiert werden (e′ – gis’ – h’ – cis"). Seitdem sind folgende Glocken vorhanden (Durchmesser in Zentimeter/Stimmung/Jahr): 119/e′/1599 – 109/fis′/1970 – 100/gis′/2010 – 92/h′/1615 – 68/cis″/1970 – 62/a″/13. Jahrhundert. 